# Borut Burnik
Borut Burnik, slovenski hokejist, * 20. april 1960, Ljubljana.
Svojo hokejsko kariero je kot mladinec začel v klubu Tivoli Ljubljana. V Jugoslovanski ligi je igral za moštva Tivoli Ljubljana (bil je kapetan ekipe), HDK Cinkarna Celje, Olimpija Ljubljana in Slavija Vevče. Za jugoslovansko hokejsko reprezentanco je igral v mladinskih selekcijah. Še vedno se aktivno ukvarja s športom, predvsem tekom - je redni udeleženec ljubljanskega maratona in tradicionalnega teka trojk okoli Ljubljane.